# Thomas William Rhys Davids
Thomas William Rhys Davids (Colchester, Essex, 12 de mayo de 1843 - 27 de diciembre de 1922) fue un erudito británico del idioma pāli y fundador de la Pali Text Society.

## Vida
Hijo mayor de un pastor congregacionalista, tras decidir hacer carrera como funcionario público, Rhys Davids estudió sánscrito con AF Stenzler, un distinguido erudito en la Universidad de Breslau. En 1863, Rhys Davids regresó a Gran Bretaña, y tras aprobar su ingreso en la función pública fue destinado a Sri Lanka (entonces conocida como Ceilán). Cuando era magistrado en Galle tuvo su primer contacto con el pali cuando un documento escrito en ese idioma fue presentado como prueba en un pleito de derecho eclesiástico.
En 1871 fue enviado como agente auxiliar del Gobierno de Nuwarakalaviya, cuya capital era Anuradhapura. El gobernador Sir Hércules Robinson había fundado una Comisión Arqueológica en 1868. Rhys Davids se involucró con la excavación de la antigua ciudad de Anuradhapura, abandonada después de una invasión en el año 993. Reunió inscripciones y manuscritos entre 1870 y 1872 y escribió una serie de artículos para la Royal Asiatic Society Journal. Aprendió el idioma local y pasó un tiempo entre los naturales del país.
La carrera de Rhys Davids terminó de forma abrupta. Las diferencias personales con su superior C. W. Twynham desembocaron en una investigación formal que concluyó con el despido de Rhys Davids por conducta inapropiada. Una serie de delitos menores habían sido descubiertos, así como quejas sobre multas impuestas de forma indeida a sus empleados y administrados.
A continuación, estudió para ejercer la abogacía, profesión que desempeñó una temporada, aunque continuó publicando artículos sobre Sri Lanka, inscripciones y sobre todo traducciones, en la monumental colección Sacred Bookes of the East de Max Müller.
Entre 1882 y 1904 fue profesor de pali en la Universidad de Londres, un puesto sin sueldo fijo, salvo los honorarios por sus conferencias.
En 1905 asumió la Cátedra de Religión Comparada en la Universidad de Mánchester.
Rhys Davids trató de promover el budismo Theravada y el estudio del pali en Gran Bretaña. Solicitó de forma insistente al gobierno (en colaboración con la Sociedad Asiática de Gran Bretaña) que ampliase la financiación para el estudio de las lenguas y literaturas indígenas, argumentando que eso favorecería el dominio británico sobre la India. Dio "conferencias históricas" y escribió artículos que promovían una teoría racial de un sustrato étnico "ario" de los pueblos de Gran Bretaña, Sri Lanka, y el clan de Buda en la antigüedad. Era comparables a las teorías raciales de Max Müller, pero fueron utilizados para un propósito diferente. Rhys Davids sostuvo que los británicos tenían una natural afinidad "racial" con la doctrina budista. Esta parte de la carrera de Rhys Davids resulta polémica.
En 1894 se casó con Caroline Augusta Foley Rhys Davids, una destacada estudiosa del pali. A diferencia de su esposa, Rhys Davids fue crítico con la Teosofía. Tuvieron tres hijos. La mayor, Vivien, se involucró en el movimiento Girl guide y era amiga de Robert Baden-Powell. Su único hijo, Arthur Rhys Davids, fue un as de la aviación, con 25 victorias, que murió en la Primera Guerra Mundial.